# Anne Bredon
Anne Bredon, född 7 september 1930 i Berkeley, Kalifornien som Anne Loeb, död 9 november 2019, var en amerikansk folksångerska som mest är känd för att ha skrivit låten "Babe I'm Gonna Leave You" som Joan Baez och Led Zeppelin spelade in tidigt i sina karriärer.